# Commander (perro)
Commander (nacido el 1 de septiembre de 2021) es un pastor alemán propiedad del presidente de los Estados Unidos Joe Biden y la primera dama Jill Biden. Commander llegó por primera vez a la Casa Blanca al mismo tiempo que Major, otro perro propiedad de la familia Biden, fue retirado de la Casa Blanca tras varios incidentes de mordeduras. Sin embargo, Commander resultó tener problemas de mordidas también, y estuvo involucrado en al menos una docena de incidentes de este tipo antes de que también fuera retirado de la Casa Blanca.

## Antecedentes
Commander fue un regalo de cumpleaños para Joe Biden de parte de James y Sara Biden, su hermano y cuñada respectivamente. Commander llegó por primera vez a la Casa Blanca el 20 de diciembre de 2021. Ese mismo día, Major, otro perro propiedad de la familia Biden, fue retirado de la Casa Blanca tras varios incidentes de mordeduras. El 13 de febrero de 2022, Commander hizo su debut televisivo en el programa Puppy Bowl XVIII.

## Incidentes de mordidas
Registros publicados el 25 de julio de 2023 por Judicial Watch mostraron que Commander mordió o atacó a agentes del Servicio Secreto al menos 10 veces entre octubre de 2022 y julio de 2023. Commander estuvo involucrado en un undécimo incidente de mordedura el 26 de septiembre. Commander también mordió al superintendente de la Casa Blanca, Dale Haney, que se encarga de pasear a los perros presidenciales desde la presidencia de Richard Nixon, el 13 de septiembre de 2023, en un incidente que fue fotografiado por un turista y que posteriormente recibió la atención de los medios de comunicación estadounidenses.
El 5 de octubre de 2023, se anunció que Commander se mudaría de la Casa Blanca debido a los numerosos incidentes de mordeduras.